# Kijimuna
Los Kijimuna (en japonés: キジムナー) o Bunagaya son unas criaturas de la mitología japonesa originarias de Okinawa. Se dice de ellas que aparentan 3 o 4 años de edad y que son pelirrojos.

## Descripción
De acuerdo con la mitología de Okinawa, son espíritus del bosque que viven entre los árboles, en especial en los banianos. A menudo son descritos de estatura similar a la de un niño con pelaje pelirrojo que cubre su cuerpo y sus grandes cabezas. También son conocidos por ser buenos pescadores aunque solo se comen uno de los ojos. El prefecto de la región inauguró un festival infantil en homenaje a los seres.
También se les conoce como "bungaya" cuya traducción literal significa "cabezón". También reciben el nombre de "kanashibari". Suelen ser traviesos y bromistas con los humanos, una de las bromas más conocidas de ellos es el de sentarse sobre el pecho de una persona haciendo así que se sienta incómoda e incluso que tenga algunos problemas para respirar. No obstante suelen ser amigables, aunque si se sienten "traicionadas" pueden vengarse en cualquier momento sin importar donde se encuentre el sujeto.